# 德宁安
德宁安（？—？），清朝人，是一名清朝政治人物。
德宁安曾于1749年接替张世友任崇明县知县一职，1751年由王纬接任。